# Ipi

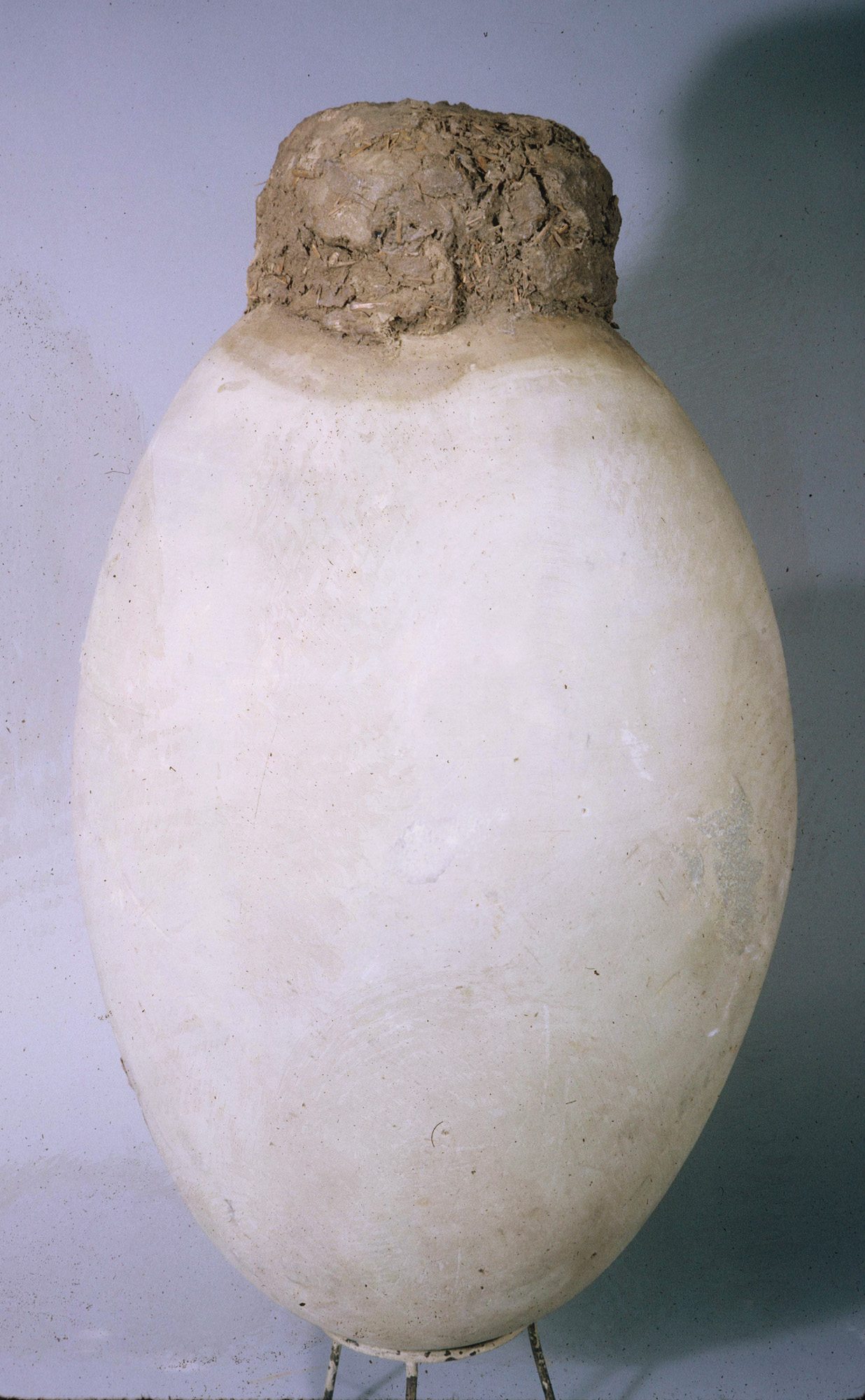
Vasija contenedora de material de momificación de Ipi encontrada en su tumba.

Ipi fue un alto oficial del Antiguo Egipto con el título de chaty (ṯȝty). Probablemente ofició a finales de la dinastía XI y principios de la dinastía XII, Reino Medio.

## Datación
| i | p | i | A1 |

| i | p | i | A1 |

La datación exacta de Ipi está en discusión. Fuera de su tumba, solo existe un ataúd vinculado con él, y existe la posibilidad de que sea el mismo tesorero del mismo nombre. Por razones de historia de la arquitectura, recientemente se ha asumido que su tumba puede fecharse bajo Amenemhat I, en un momento en que este gobernante aún residía en Tebas. Para el egiptólogo James P. Allen, lo más probable es que viviera a principios de la dinastía XII.

## Biografía
La única atestiguación segura de Ipi en la actualidad es su tumba tebana (TT315) (también conocida como MMA 516), situada en la colina norte de la necrópolis de Deir el-Bahari con vistas al complejo funerario de Mentuhotep II. Constaba de un gran patio, un corredor, una capilla y una cámara funeraria. El corredor y la capilla se encontraron sin decoración y sólo la cámara funeraria tenía decoraciones pintadas, textos religiosos y los títulos y el nombre de Ipi en sus paredes. La cámara funeraria albergaba un sarcófago, empotrado en el suelo.
En el patio de la tumba existía una cámara en la que se colocaban todos los objetos utilizados en el embalsamamiento y después la momificación de Ipi. Se encontró una gran mesa de embalsamamiento y alrededor de sesenta vasijas que contenían lino y restos de resinas, aceites y natrón.
En el patio también se encontró la tumba del sirviente Meseh, donde se descubrieron los papiros de Hekanajt, escritos por un propietario de tierras tebano y sacerdote funerario de Ipi, con los que mantenía correspondencia con su familia.
Ipi, debió ejercer sus cargos bajo los reinados de Mentuhotep II y Amenemhat I. Tuvo muchos títulos, encontrados en su tumba y sarcófago, además de en un ataúd, hoy en una colección privada, donde aparece su cargo más importante, el de chaty. Entre sus otros títulos, destacan el de tesorero, supervisor de la casa, supervisor de la gran casa, portador del sello real, supervisor de la ciudad, amigo único, supervisor de los seis grandes recintos, juez confidente y escriba del archivo. Como tesorero y supervisor de la casa, probablemente fue el sucesor de Meketra.